# Mark Cross
Mark Cross (Londra, 2 agosto 1965) è un batterista britannico di musica hard rock e heavy metal.
Mark ha suonato in molte band nella sua carriera e attualmente vive in Grecia.

## Storia
Nel 2002 Mark dovette abbandonare la band Helloween poiché gli era stata diagnosticata la mononucleosi, condizione che lo rese troppo debole per suonare.
Mark entrò a far parte allora dei The Supremacy, un progetto di Bill Hudson dei Cellador prima di unirsi ai Firewind, con cui ha pubblicato l'album Allegiance nel luglio 2006.
Il 12 gennaio 2010 viene data notizia della separazione tra i Firewind e il batterista dovuta a "divergenze personali". Cross è stato sostituito da Michael Ehre.

## Band attualmente con Mark Cross
- Winters Bane
- Saracen
- God's Army
- The Supremacy
- Tower of Babel
- Outloud

## Ex band di Mark Cross
- Helloween
- Nightfall
- Metalium
- Ian Gillan
- Kingdom Come
- At Vance
- Firewind